# Innoryżak rdzawy
Innoryżak rdzawy (Euryoryzomys russatus) – gatunek ssaka z podrodziny bawełniaków (Sigmodontinae) w obrębie rodziny chomikowatych (Cricetidae), występujący w Ameryce Południowej.

## Zasięg występowania
Innoryżak rdzawy występuje we wschodniej i południowej Brazylii (od Ceará na południe do północnego Rio Grande do Sul), wschodnim Paragwaju i północno-wschodniej Argentynie (Misiones).

## Taksonomia
Gatunek po raz pierwszy zgodnie z zasadami nazewnictwa binominalnego opisał w 1848 roku niemiecki zoolog Johann Andreas Wagner nadając mu nazwę Hesperomys russatus. Holotyp pochodził z Ipanemy, w stanie São Paulo, w Brazylii.
W 2006 roku dokonano rewizji podziału systematycznego, wyłączając z rodzaju Oryzomys niespokrewnione bliżej gryzonie i tworząc m.in. rodzaj Euryoryzomys. Autorzy Illustrated Checklist of the Mammals of the World uznają ten takson za gatunek monotypowy rozpoznają podgatunków.

### Etymologia
- Euryoryzomys: gr. ευρυς eurus „szeroki”; rodzaj Oryzomys S.F. Baird, 1857 (ryżniak)[12].
- russatus: łac. russatus „ubrany na czerwono, zaczerwieniony”, od russus „rudy”[13].

## Morfologia
Długość ciała (bez ogona) 98–179 mm, długość ogona 99–181 mm, długość ucha 18,5–25 mm, długość tylnej stopy 28,5–40 mm; masa ciała 20–100 g (średnio 60 g). 

## Biologia
Innoryżak rdzawy żyje w lesie galeriowym na obszarach Cerrado i subtropikalnym lesie nizinnym. Prowadzi naziemny tryb życia.

## Populacja
Niektóre populacje innoryżaka rdzawego są zagrożone niszczeniem i fragmentacją środowiska przez działalnością ludzką. Ma on jednak duży zasięg występowania i liczebność gatunku jest uznawana za stabilną. W zależności od miejsca występowania może być pospolity lub nieliczny. Jest uznawany za gatunek najmniejszej troski.